# Леополд Карл фон Колонич
Леополд Карл фон Колонич (на немски: Leopold Karl von Kollonitsch; Kollonich, Collonicz, Kollonitz; на унгарски: Kollonich Lipót; * 26 октомври 1631, Коморн; † 20 януари 1707, Виена) е католически архиепископ на Гран (1695 – 1707) и кардинал.

## Произход и духовна кариера
Син е на граф Ернст фон Колонич, командир на крепост Коморн.
Леополд участва през 1651 г. като кандидат на Малтийския орден при защитата на Кандия (Крит) против турците и през 1655 г. при боевете на Дарданелите. През 1659 г. император Леополд I го прави камерхер и го предлага за епископ на Нитра (1666 – 1669) (днес Словакия). Тогава Колонич започва да следва теология и е ръкоположен за свещеник през 1668 г. През 1669 г. той започва епископската си служба, но заради критиката в Унгария се отказва и през 1670 г. става епископ на Винер Нойщат (1670 – 1685). От 1672 до 1681 г. е президент на унгарската дворцова камера.
През 1685 г. той е епископ на Рааб (1685 – 1695) в Унгария, 1686 г. кардинал, 1688 г. архиепископ на Калокса (1691 – 1695). През 1692 г. императорът го номинира държавен- и конференцминистър и отговаря за новия ред в завладените унгарски територии.
През 1695 г. той става архиепископ на Гран и Примас на Унгария.